# Hohe Mark (mit Rekener Kuppen)
Die Hohe Mark ist ein bis 145,9 m ü. NHN hoher Höhenzug des südlichen Münsterlandes in den Kreisen Borken und Recklinghausen. Sie liegt innerhalb des Naturparks Hohe Mark, Nordrhein-Westfalen (Deutschland), der sich nördlich an den Ballungsraum Ruhrgebiet anschließt.
Die Hohe Mark bildet zusammen mit ihren Nordwestausläufern, die auch die Höhenzüge Rekener Berge (bis 133,8 m) und Die Berge (bis 107,4 m) einschließen, die naturräumliche Untereinheit Hohe Mark (mit Rekener Kuppen) der Haupteinheit Westmünsterland.

## Geographie

### Lage
Das maximal 145,9 m hohe Zentralhügelland der Hohen Mark und seine unmittelbare Abdachung, die einen Umfang von etwa 38 km haben und nahezu unbebaut und durchgehend bewaldet sind, erstrecken sich einige Kilometer nördlich des Ruhrgebiets zwischen Reken im Nordwesten und dessen Gemeindeteil Maria Veen im Norden, Dülmen-Merfeld in einiger Entfernung im Nordosten, Haltern-Sythen im Osten, Haltern am See etwa im Süden, Dorsten-Barkenberg im Südwesten und Dorsten-Lembeck im Westen.
Nach Nordwesten wird der Höhenzug durch die Rekener Kuppen fortgesetzt, welche die Rekener Berge (bis 133,8 m) nördlich (Groß) Rekens und, noch weiter westnordwestlich, Die Berge (bis 107,4 m) umfassen, die nach Westen bis unmittelbar vor Borken nebst Gemen und nach Norden bis Ramsdorf reichen. Beide Höhenzüge sind durch Rodungen und Straßen vom Kernland der Hohen Mark wie auch voneinander getrennt, und die Rekener Berge sind nur teilweise bewaldet.
Östlich schließen sich jenseits des Halterner Mühlenbachs die Borkenberge (bis 107,4 m) an. Hohe Mark und Borkenberge werden durch das Tal der Lippe von der sich südlich anschließenden Haard (bis 153,8 m) getrennt.

### Orographische Grenzen
Orographisch wird das Kernland der Hohen Mark nach Nordwesten und Westen durch den Halterner Mühlenbach (vor seiner Richtungsänderung von Südost nach Südwest Heubach genannt) begrenzt, der dann dem Halterner Stausee und später über den Mündungslauf der Stever der Lippe zufließt, die in ihrem weiteren Verlauf in Richtung Südwesten die Südgrenze bildet und vom Wesel-Datteln-Kanal begleitet wird. Der Midlicher Mühlenbach (im Oberlauf: Kuse Becke) bildet, weiter im Uhrzeigersinn, flussaufwärts schließlich eine Westgrenze.

### Naturräumliche Gliederung
Die Hohe Mark gliedert sich wie folgt (in den feineren Untereinheiten mit zwei Nachkommastellen sind zur besseren Ortung einzelne Ortschaften verlinkt):
- (zu 544 Westmünsterland)
  - 544.3 Hohe Mark (mit Rekener Kuppen) (bis 145,9 m)
    - 544.30 Zentralhügelland der Hohen Mark (bis 145,9 m – Waldbeerenberg, Zentrum)
    - 544.31 Geisheide-Schmaloer Sandwellen (Nordostabdachung)
    - 544.32 Sythen-Lavesumer Flachwellen (Ostabdachung nördlich Halterns)
    - 544.33 Berghaltern-Holtwicker Hügelwellen (Südostabdachung westlich Halterns)
    - 544.34 Strock-Eppendorfer Flachwellen (Süd- bis Südwestabdachung, nach Westen bis Barkenberg)
    - 544.35 Hülsten-Rekener Kuppen (bis 104 m – Düsselberg; nordwestlicher Übergangsbereich zu den Rekener Bergen)
    - 544.36 Rekener Berge (bis 133,8 m – Melchenberg)
    - 544.37 Die Berge bzw. Borken-Ramsdorfer Berge (bis 107,4 m – Tannenbültenberg; Nordwestausläufer östlich von Gemen und Borken sowie südlich von Ramsdorf)

Als Hohe Mark im engeren Sinne können die Einheiten 544.30–544.34 plus der Osten (bis etwa zur Eisenbahntrasse zwischen den Rekener Ortsteilen Klein Reken und Maria Veen) von 544.35 angesehen werden – alle folgenden Einheiten stellen die Rekener Kuppen dar.

### Erhebungen

#### Kernland der Hohen Mark
Zu den Erhebungen des Kernlandes der Hohen Mark (soweit nicht anders gekennzeichnet zu 544.30) gehören – sortiert nach Höhe in Meter über Normalhöhennull (NHN):
- Waldbeerenberg (145,9 m; mit Fernmeldeturm Haltern und Naturdenkmal Hexenbuche) – nordnordwestlich von Holtwick
- Granatsberg (135,5 m) – ostsüdöstlich von Klein Reken
- Hasenberg (131,5 m; mit Feuerwachturm) – in einem Truppenübungsplatz westnordwestlich von Lavesum
- Beusberg (123,8 m) – nordwestlich von Holtwick
- Galgenberg (122,9 m; mit Feuerwachturm) – nordnordöstlich von Barkenberg
- Maiberg (110,1 m) – östlich von Klein Reken
- Rötelberg (98,3 m) – ostsüdöstlich Lavesums, unmittelbar westlich der A 43 (544.32)
- Kortenberg (98 m) – südlich von Klein Reken, äußerster Westen
- Blomberg (92,7 m) – nordwestliche Nahtstelle zu den Rekener Bergen, nördlich (Reken-)Hülstens (544.35)
- Haversberg (74,6 m) – nördlich von Eppendorf, äußerster Süden (544.34)
- St. Annaberg (74,5 m) – äußerster Süden, südlich der Bundesstraße 58 und östlich der A 43; mit Wallfahrtskapelle, Südwesten Halterns (544.33)
- Twebrink (67,1 m) – an nordnordöstlicher Abdachung des Hasenbergs in Richtung Weißes Venn (544.31)
- Barkenberg (ca. 57 m[4]) – südwestlichster Sporn mit besiedeltem Dorsten(-Wulfener) Ortsteil (544.34)

#### Rekener Kuppen
Für die Erhebungen im Nordwesten des Naturraumes Hohe Mark (mit Rekener Kuppen) siehe:
- Erhebungen der Rekener Berge (bis 133,8 m)
- Erhebungen Der Berge (bis 107,4 m)

## Geologie

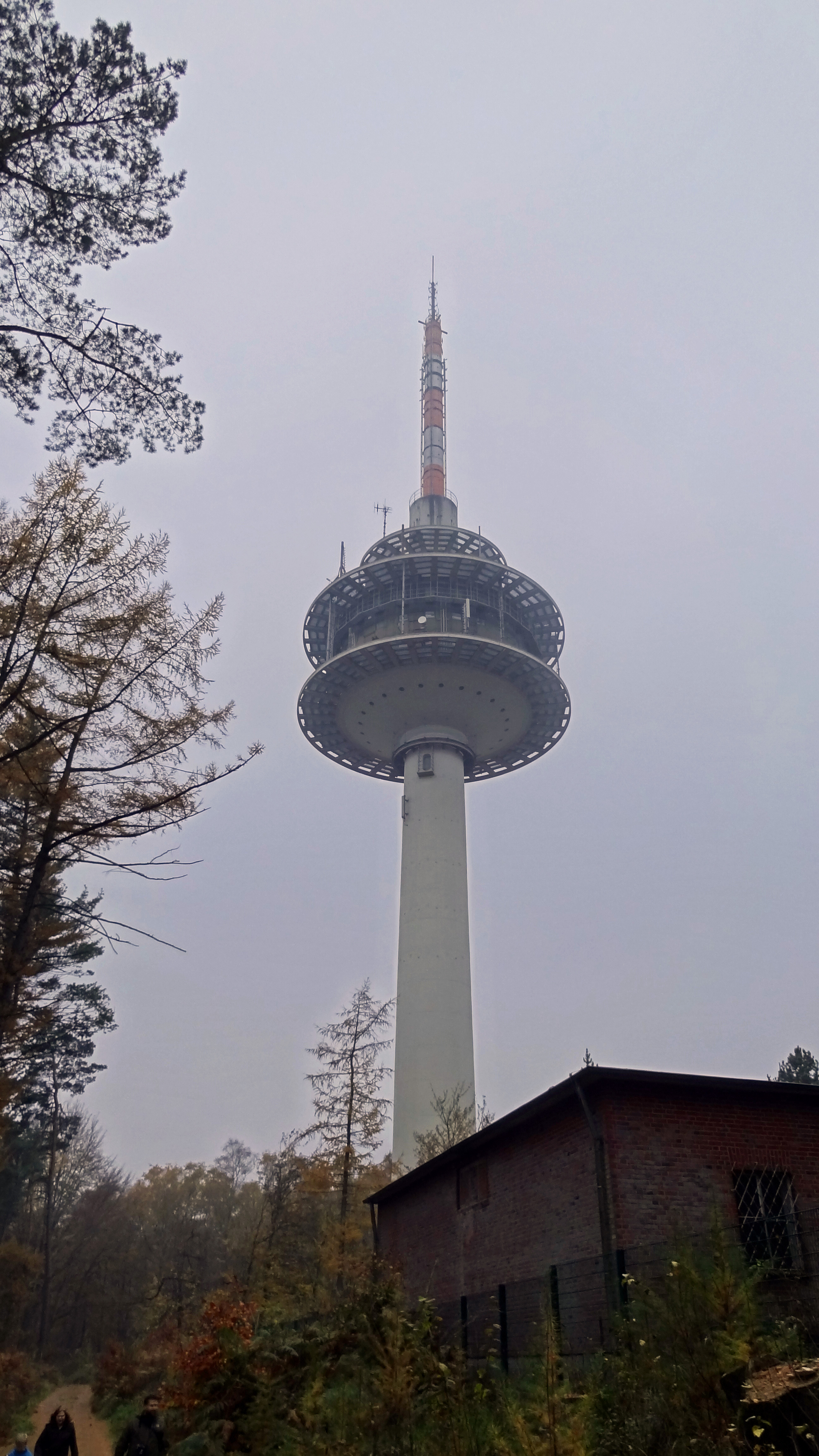
Fernmeldeturm Haltern

## Landschaftsbild
Die Hohe Mark ist ein kleines, eiszeitliches Hügelland aus Sandstein. Obwohl sie nur ein recht kleiner bewaldeter Höhenzug ist, ist sie neben der sich südlich anschließenden Haard das größte zusammenhängende Waldgebiet nördlich des Ruhrgebiets. Neben der Bewaldung besteht sie aus Äckern, Wiesen und Mooren.
Die Hohe Mark ist, abgesehen von ein paar Bauerschaften, nahezu unbewohnt und von nur kleinen Landesstraßen durchzogen. Am Nordrand liegen das Weiße Venn (ein teils abgetorftes Hochmoor) und der Freizeitpark Ketteler Hof (südsüdöstlich vom Hasenberg).
Auf dem Waldbeerenberg, der höchsten Erhebung der Hohen Mark, befindet sich das Naturdenkmal Hexenbuche, eine kleine Gruppe seltener und seltsam verwundener Süntelbuchen; unweit davon steht der Fernmeldeturm Haltern.

## Verkehr und Wandern
Die Bundesautobahn 31 verläuft westlich des Kernlandes der Hohen Mark über den Westen der Rekener Berge nach Norden. Dem gegenüber passiert die parallele Bundesautobahn 43 die Ostabdachung der Hohen Mark. Die in West-Ost-Richtung verlaufende Bundesstraße 67 flankiert den Norden des Kernlandes und der Rekener Berge und trennt Die Berge nach Nordwesten ab. Die Südabdachung der Hohen Mark wird von der Bundesstraße 58 begleitet.
Zahlreiche Wanderwege durchziehen das bewaldete Gebiet.